# Liagonum
Liagonum is een geslacht van kevers uit de familie van de loopkevers (Carabidae). De wetenschappelijke naam van het geslacht is voor het eerst geldig gepubliceerd in 1948 door Jeannel.

## Soorten
Het geslacht Liagonum omvat de volgende soorten:
- Liagonum aereum (Coquerel, 1866)
- Liagonum analavelonae Basilewsky, 1985
- Liagonum anosyanum Basilewsky, 1985
- Liagonum arecarum (Coquerel, 1866)
- Liagonum assimile Jeannel, 1948
- Liagonum baleense (Basilewsky, 1975)
- Liagonum beckeri Jeannel, 1961
- Liagonum bicolor (Basilewsky, 1956)
- Liagonum bintumanum Basilewsky, 1972
- Liagonum bosmansi Basilewsky, 1985
- Liagonum brachypterum Basilewsky, 1985
- Liagonum chappuisi (Burgeon, 1935)
- Liagonum chenzemae Basilewsky, 1976
- Liagonum coquereli (Alluaud, 1897)
- Liagonum curvipes Basilewsky, 1985
- Liagonum decellei Basilewsky, 1968
- Liagonum deplanatum Basilewsky, 1985
- Liagonum descarpentriesi (Basilewsky, 1967)
- Liagonum florens Basilewsky, 1988
- Liagonum fulvipes (Laferte-Senectere, 1853)
- Liagonum grandidieri (Alluaud, 1897)
- Liagonum hova (Alluaud, 1897)
- Liagonum incertum Basilewsky, 1985
- Liagonum jeanneli (Alluaud, 1917)
- Liagonum kiymbiae (Basilewsky, 1960)
- Liagonum laticolle Jeannel, 1948
- Liagonum lichenyanum Basilewsky, 1988
- Liagonum mahafalyanum Basilewsky, 1985
- Liagonum mandibulare (Basilewsky, 1963)
- Liagonum mangindranum Basilewsky, 1985
- Liagonum mantasoae Basilewsky, 1985
- Liagonum marakwetianum (Burgeon, 1935)
- Liagonum marojejyanum Basilewsky, 1985
- Liagonum metrium (Alluaud, 1933)
- Liagonum monticola (Jeannel, 1951)
- Liagonum nebrioides Basilewsky, 1985
- Liagonum orophilum Basilewsky, 1985
- Liagonum pauliani Basilewsky, 1985
- Liagonum peyrierasi Basilewsky, 1985
- Liagonum ranomandryae Basilewsky, 1985
- Liagonum rhetoborum Basilewsky, 1985
- Liagonum scordiscum (Basilewsky, 1975)
- Liagonum scotti Basilewsky, 1957
- Liagonum sexpunctatum (Dejean, 1831)
- Liagonum simplex (Alluaud, 1897)
- Liagonum solidum (Alluaud, 1897)
- Liagonum submimum (Basilewsky, 1963)
- Liagonum subsolanum Jeannel, 1948
- Liagonum tsaratananae Basilewsky, 1985
- Liagonum ueleanum (Burgeon, 1933)
- Liagonum vadoni Basilewsky, 1985
- Liagonum vakoanae (Jeannel, 1951)
- Liagonum vanderijsti (Burgeon, 1933)
- Liagonum vicinum Jeannel, 1951
- Liagonum viettei Basilewsky, 1985